# André Pirro
André Gabriel Edmé Pirro (n. 12 februarie 1869, Saint-Dizier, Franța – d. 11 noiembrie 1943, Paris) a fost un muzicolog și un organist francez.

## Cariera artistică
El începe să învețe orga cu tatăl Jean Pirro. Apoi, pleacă la Paris unde cântă ca organist și dirijor la Collège Stanislas. El urmează ca auditor liber clasa de orgă a lui César Franck apoi a lui Charles-Marie Widor și se asociază la înființarea Schola Cantorum unde dă cursuri de istoria muzicii. Este organist la biserica Saint Jean-Baptiste de Belleville (1900-1904).
Iși susține la Sorbona teza sa despre: Estetica lui Bach publicată la Paris en 1907, care este urmată în același  an de o teză complementară: Descartes de la musique (compte-rendu in Le Ménestrel, 1907). Este lector la Sorbona (1912), apoi conferențiar (1927) și profesor titular (1930). Îi succede lui Romain Rolland la catedra de istorie a muzicii până la pensionare (1937).
Printre cei mai buni elevi ai săi figurează: Vladimir Fedorov, Dragan Plamenac, Armand Machabey, Marc Pincherle, Jacques Chailley, iar din România Stela Sava.
Printre lucrările sale totdeauna foarte documentate, el a reluat multe subiecte referiroare la muzica secolelor XV și XVI, la Jean-Sébastien Bach și la musica de orgue. Lucrarea sa "Les Clavecinistes" a deveni carte de căpătâi din momentul redescoperirii clavecinului și a compozitorilor pentru acest instrument.

## Lucrări publicate
- L'Esthétique de Jean-Sébastien Bach (Paris, 1907),
- L'orgue de Jean-Sébastien Bach (Paris, 1895),
- Jean-Sébastien Bach (Paris, 1906),
- Dietrich Buxtehude (Paris, 1911),
- Schütz (Paris, 1913),
- Jean-Sébastien Bach, auteur comique (Madrid, 1915),
- Les Clavecinistes : étude critique (Paris, 1924),
- La Musique à Paris sous le règne de Charles VI, 1380-1422 (Strasbourg, 1930),
- La Musique française du Moyen-Age à la Révolution (Paris, 1940),
- Histoire de la Musique de la fin du XIe siècle à la fin du XVIe (Paris, 1940),